# Carla Sacramento
Carla Cristina Paquete Sacramento, née le 10 décembre 1971, est une athlète, spécialiste du courses de demi-fond, portugaise.
Elle courait principalement sur 1 500 m et elle est devenue sur cette distance championne du monde aux championnats du monde d'Athènes. 
Avec Fernanda Ribeiro, elle a longtemps dominé les courses de moyennes et longues distances. Sacramento a couru sous les deux minutes sur 800 m et sous les quatre minutes sur 1 500 m, des références au niveau international.

## Palmarès

### Jeux olympiques
- Jeux olympiques d'été de 1992 à Barcelone ( Espagne)
  - éliminée en demi-finales sur 800 m
  - éliminée en demi-finales sur 1 500 m
- Jeux olympiques d'été de 1996 à Atlanta ( États-Unis)
  - 6e sur 1 500 m
- Jeux olympiques d'été de 2000 à Sydney ( Australie)
  - 11e sur 1 500 m
- Jeux olympiques d'été de 2004 à Athènes ( Grèce)
  - éliminée en demi-finales sur 1 500 m

### Championnats du monde d'athlétisme
- Championnats du monde d'athlétisme de 1993 à Stuttgart ( Allemagne)
  - 11e sur 1 500 m
- Championnats du monde d'athlétisme de 1995 à Göteborg ( Suède)
  -  Médaille de bronze sur 1 500 m
- Championnats du monde d'athlétisme de 1997 à Athènes ( Grèce)
  -  Médaille d'or sur 1 500 m
- Championnats du monde d'athlétisme de 1999 à Séville ( Espagne)
  - 5e sur 1 500 m
- Championnats du monde d'athlétisme de 2003 à Paris ( France)
  - éliminée en demi-finales sur 1 500 m

### Championnats du monde d'athlétisme en salle
- Championnats du monde d'athlétisme en salle de 1993 à Toronto ( Canada)
  - 7e sur 1 500 m
- Championnats du monde d'athlétisme en salle de 1995 à Barcelone ( Espagne)
  -  Médaille d'argent sur 1 500 m
- Championnats du monde d'athlétisme en salle de 2001 à Lisbonne ( Portugal)
  - 4e sur 1 500 m

### Championnats d'Europe d'athlétisme
- Championnats d'Europe d'athlétisme de 1994 à Helsinki ( Finlande)
  - 6e sur 800 m
  - 6e sur 1 500 m
- Championnats d'Europe d'athlétisme de 1998 à Budapest ( Hongrie)
  -  Médaille d'argent sur 1 500 m
- Championnats d'Europe d'athlétisme de 2002 à Munich ( Allemagne)
  - 12e sur 1 500 m

### Championnats d'Europe d'athlétisme en salle
- Championnats d'Europe d'athlétisme en salle de 1994 à Paris ( France)
  -  Médaille de bronze sur 800 m
- Championnats d'Europe d'athlétisme en salle de 1996 à Stockholm
  -  Médaille d'or sur 1 500 m
- Championnats d'Europe d'athlétisme en salle de 2002 à Vienne ( Autriche)
  -  Médaille d'argent sur 3 000 m